# Tobias Thurau
Tobias Erick Thurau (17 juli 1989) is een Duits voetballer die als verdediger of controlerende middenvelder speelt.

## Clubcarrière
Thurau begon te voetballen bij Eintracht Braunschweig. Vanwege zijn werk ging hij in 2012 bij het Kranenburgse TuS 07 Kranenburg spelen. Begin 2013 stapte hij over naar SV Siegfried Materborn. In de zomer van 2013 verliet hij samen met Manuel Naß het Duitse voetbal en maakte hij de overstap naar het Nederlandse Achilles '29, dat vanaf het volgende seizoen uit zou komen in de Jupiler League. Aanvankelijk waren de twee gehaald voor de tweede selectie, maar allebei mochten ze wegens blessureproblemen hun profdebuut maken. Naß deed dat in oktober, Thurau op de laatste speeldag van 2013 tegen Jong FC Twente. De wedstrijd ging uiteindelijk met 4-0 verloren. Ook in de eerste wedstrijd na de winterstop mocht Thurau invallen. In de wedstrijd tegen Almere City (2-1 winst) mocht hij vijf minuten voor tijd invallen voor Kürşad Sürmeli. In het seizoen 2014/15 behoorde Thurau wederom tot de selectie van het tweede team al zat hij wel nog enkele malen op de bank bij het eerste. In januari 2015 stapte Thurau over naar 1. FC Kleve. In de zomer van 2015 keerde hij terug bij Achilles '29, waar hij in het nieuw gevormde zondagteam gaat spelen. In de zomer van 2016 ging hij voor SV Nütterden spelen. In 2018 ging hij naar SV Rindern.